# Cholonge
Cholonge är en kommun i departementet Isère i regionen Auvergne-Rhône-Alpes i sydöstra Frankrike. Kommunen ligger i kantonen La Mure som tillhör arrondissementet Grenoble. År 2022 hade Cholonge 344 invånare.

## Befolkningsutveckling
Antalet invånare i kommunen Cholonge
Referens:INSEE